# Огункойя, Фалилат
Фалилат Огункойя (англ. Falilat Ogunkoya, 5 декабря 1968) — нигерийская легкоатлетка, призёр Олимпийских игр.
Фалилат Огункойя родилась в 1968 году. В 1988 году приняла участие в Олимпийских играх в Сеуле, но не завоевала медалей. В 1996 на Олимпийских играх в Атланте она стала обладателем серебряной медали в эстафете 4×400 м и бронзовой медали на дистанции 400 м. В 2000 году приняла участие в Олимпийских играх в Сиднее, но не завоевала медалей.